# Escola Moderna nº1
Escola Moderna nº1 foi uma escola fundada em 13 de maio de 1912 no bairro de Belenzinho (cidade de São Paulo) por João Penteado. Era baseada na pedagogia racionalista de Francisco Ferrer. Foi fechada pelo governo em 1919, acusada de propagar os ideais anarquistas.
Tinha aulas noturnas e diurnas, com base na moral racionalista-científica. Sua mensalidade era de 4$000 para os cursos primários ou médios, e de 5$000 para o curso avançado.

## Currículo[3]
- Curso Primário: Português, Aritmética, Caligrafia e Desenho;
- Curso Médio: Gramática, Aritmética, Geografia, Princípios Econômicos, Caligrafia e Desenho;
- Curso Adiantado: Gramática, Aritmética, Geografia, Noções de ciências Físicas e Naturais, História, Geometria, Caligrafia, Desenho e Datilografia.